# Unió Centrista Liberal
Unión Centrista Liberal, UCL (en castellà: Unión Centrista Liberal, UCL) és un partit polític espanyol creat en l'any 2007 per a presentar-se a les eleccions municipals d'Elda (Vinalopó Mitjà). Va obtenir una mica més de 1.000 vots i va aconseguir 1 regidor. El lloc l'ocuparia la fundadora d'aquest mateix partit, Cristina Gomis. Ella era afiliada del PP d'Elda però es va escindir per a crear aquesta partit. Va obtenir 417 vots a les eleccions a les Corts Valencianes de 2007. També va obtenir l'alcaldia d'Argujillo (província de Zamora).